# Regionalliga Nord
La Regionalliga Nord (en español: Liga Regional del Norte) es una las 5 ligas que componen la Regionalliga, el cuarto nivel del fútbol alemán, y que lo componen equipos de las regiones de Baja Sajonia, Schleswig-Holstein, Bremen y Hamburgo; y hasta el año 2008 era el tercer nivel del fútbol alemán.
De 1963 a 1974 eran considerados el segundo nivel del fútbol alemán, pero no tenían relación con la liga actual.

## Historia
Fue fundada en el año 1994 junto a otras Regionalligas, las cuales eran: Regionalliga Süd, Regionalliga Nordost y Regionalliga West/Südwest con el fin de crear un nivel competitivo en la región del norte de Alemania en este caso para que tanto el campeón y tal vez el subcampeón ascendieran a la 2. Bundesliga.
Anteriormente eran los 10 grupos que componían la Oberliga los que jugaban por el ascenso a la 2. Bundesliga, donde los ganadores de cada uno de los grupos jugaban una ronda de play-off para ascender directamente. Entre 1996 y el 2000 los campeones de las Regionalliga Nord y Regionalliga Nordost jugaban un play-off para definir el ascenso a la 2. Bundesliga, donde el ganador ascendiá, pero el perdedor se enfrentaba a los subcampeones de las Regionalliga Süd y Regionalliga West/Südwest para tener otro intento por ascender de categoría..
La Regionalliga Nord era la continuación de la Oberliga Nord, la cual eliminaron en 1994 a favor de la Regionalliga. Cuarenta de los 16 equipos de aquella Oberliga integraron la nueva liga, mientras que los otros 2 fueron descendidos a las 2 nuevas Oberligas creadas, las cuales eliminaron en el 2004 para reconstruir la Oberliga Nord.
En el 2001, el 1. FC Union Berlin, quien jugaba en esta liga, alcanzó la final de la Copa de Alemania, la cual perdieron 2-0 ante el FC Schalke 04.

### Fundación de la Regionalliga Nord

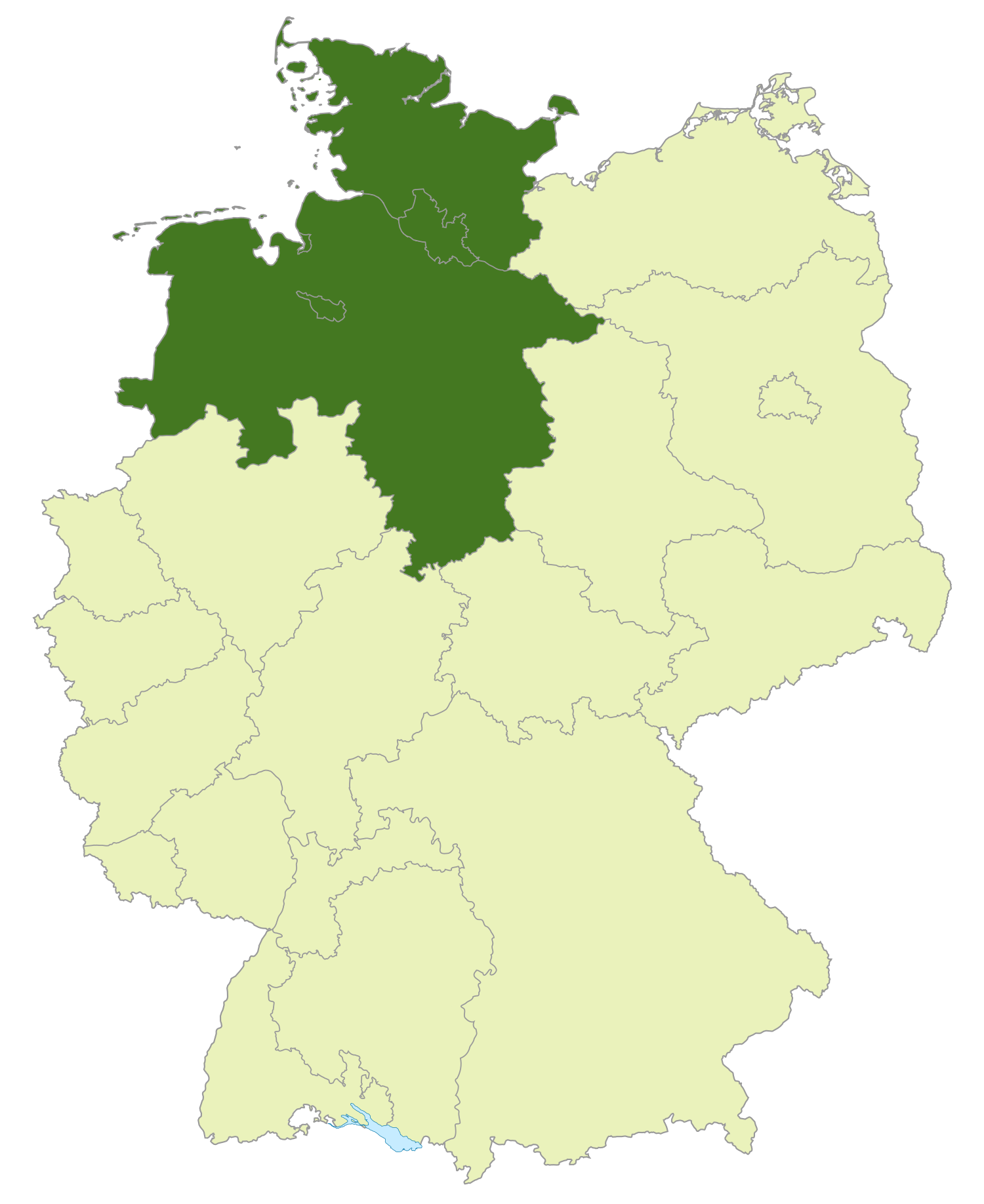
Mapa de Alemania:Posición de la Regionalliga Nord entre 1994 al 2000.

Fue fundada en 1994 con 18 equipos, 14 de la Oberliga Nord, y los demás de las Verbandsligas de Niedersachsen, Bremen, Hamburgo y Schleswig-Holstein.
Los equipos fundadores fueron:
De la Oberliga Nord:
- Kickers Emden
- Eintracht Braunschweig
- VfL Osnabrück
- VfL Herzlake
- TuS Hoisdorf
- VfB Oldenburg
- Holstein Kiel
- Werder Bremen II
- VfB Lübeck
- Hamburger SV II
- VfL 93 Hamburg
- TuS Celle
- Göttingen 05
- SV Lurup

| De la Verbandsliga Schleswig-Holstein: - Lüneburger SK | De la Verbandsliga Hamburg: - Concordia Hamburg |

| De la Verbandsliga Bremen: - FC Bremerhaven | De la Verbandsliga Niedersachsen: - SV Wilhelmshaven |

La nueva Regionalliga es una versión reformada de la anterior liga fundada entre 1963 a 1974 en la misma región, pero que era el segundo nivel del fútbol alemán, con la diferencia de que en la actual participan equipos reserva.

### Expansión en el 2000

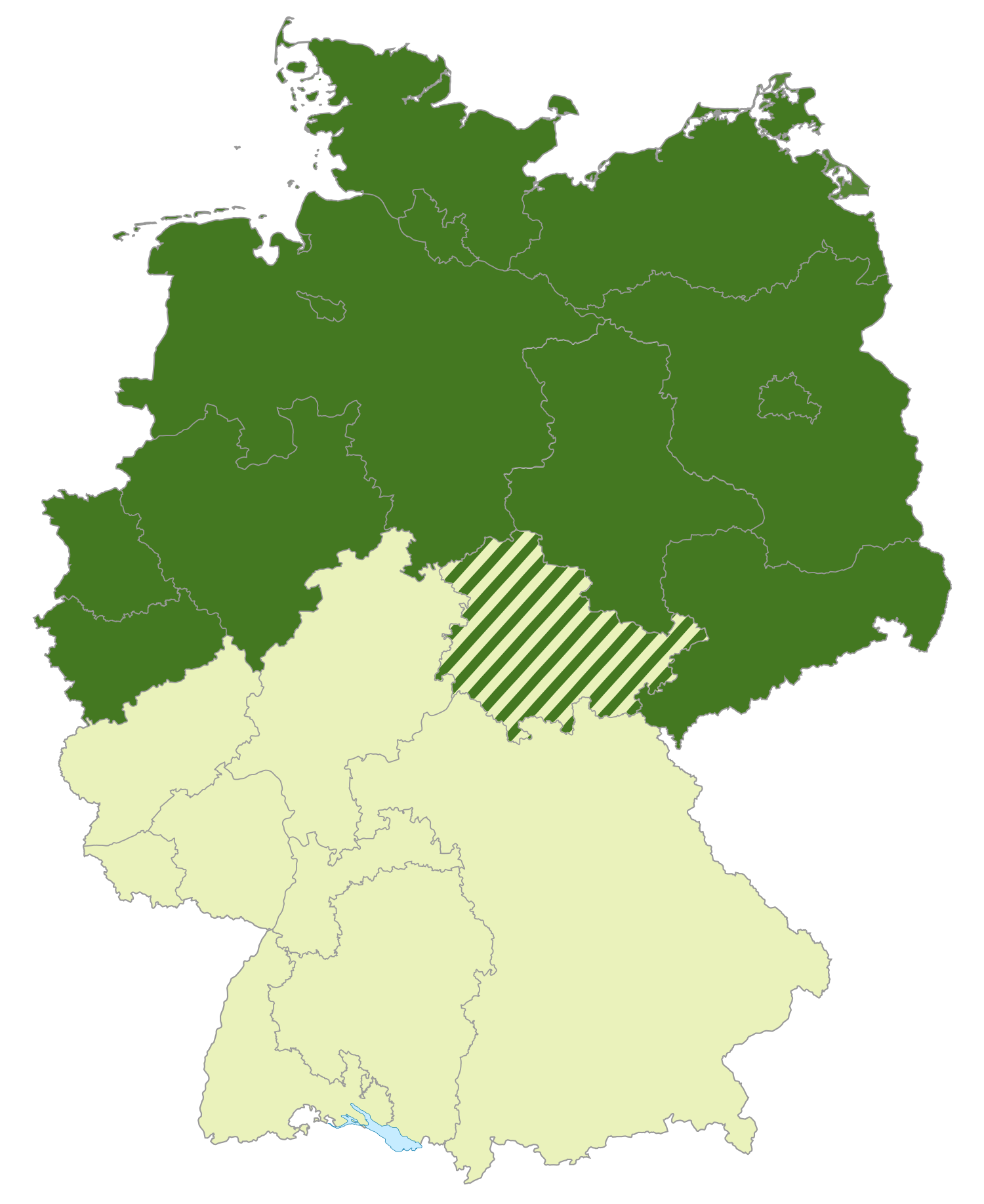
Mapa de Alemania:Posición de la Regionalliga Nord entre el 2000 y el 2008.

Después de 6 años, las Regionalligas fueron reducidas de 4 a 2 donde solamente sobrevivieron la Nord y la Süd, y los equipos que formaban parte de las demás fueron redistribuidos según su ubicación geográfica.
Solo los equipos ubicados entre los lugares 2 y 6 podían integrar las nuevas 2 ligas, ya que VfL Osnabrück ascendió a la 2. Bundesliga y los del lugar 7 al 11 descendieron a la Verbandsliga. La liga se expandió a 19 equipos.
| Permanecen en la Regionalliga Nord: - VfB Lübeck - Eintracht Braunschweig - SV Wilhelmshaven - Werder Bremen II - Lüneburger SK | Mandados a la 2. Bundesliga: - Fortuna Köln - Tennis Borussia Berlin |

| Admitidos de la Regionalliga West/Südwest: - Preußen Münster - SC Verl - SG Wattenscheid 09 - KFC Uerdingen 05 - Rot-Weiß Essen - Fortuna Düsseldorf - Borussia Dortmund II | Admitidos de la Regionalliga Nordost: - 1. FC Union Berlin - SV Babelsberg 03 - Erzgebirge Aue - Dresdner SC - FC Sachsen Leipzig |

### Reforma en el 2008

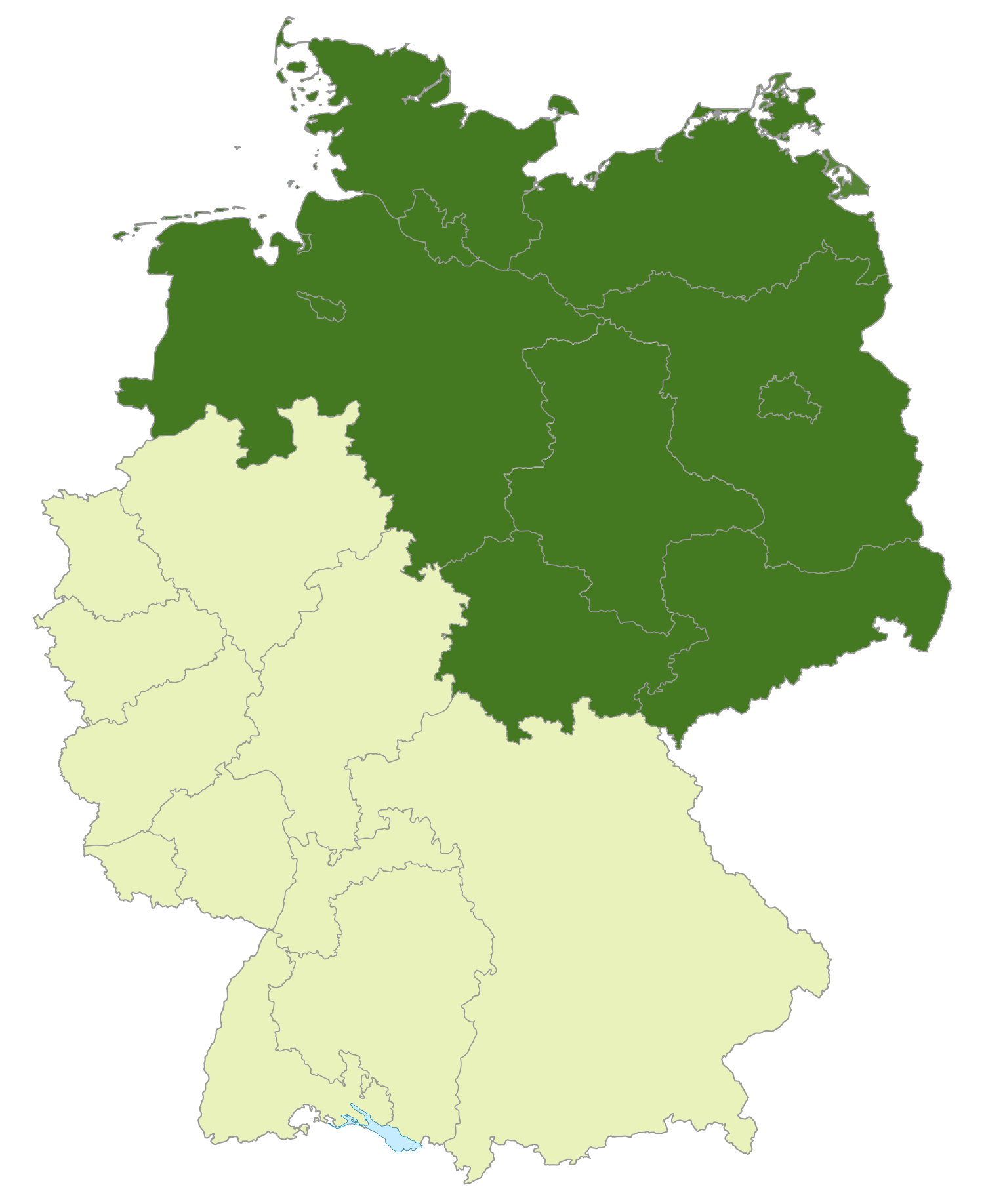
Mapa de Alemania:Posición de la Regionalliga Nord.

Con la introducción de la 3. Liga como el nuevo tercer nivel del fútbol alemán, la Regionalliga pasó a ser el cuarto nivel, los clubes del norte de Rhine-Westphalia se integraron a la nueva Regionalliga West, y los cambios nuevos fueron:
- Campeón y subcampeón de la Regionalliga Nord clasifican para la 2. Bundesliga, exceptuando a los equipos reserva.
- Los equipos ubicados entre los lugares 3 y 10 jugarán en la nueva 3. Liga, incluyendo solo los 2 mejores equipos reserva.
- Los ubicados de los lugares 11 y 18 permanecerán en la Regionalliga, menos los de la región de Rhine-Westphalia, quienes formarán parte de la Regionalliga West.
- Los 5 mejores equipos de la Oberliga Nord ascienden a la Regionalliga, y el sexto lugar jugará un play-off ante los 5 mejores equipos de la Verbandsliga para definir el último puesto vacante.
- Los 3 mejores equipos de las Oberligas Nord y Süd con los equipos ubicados en cuarto lugar de cada grupo.

Estos fueron los equipos integrantes de la Regionalliga Nod para la temporada 2008/09:

| Permanecen en la Regionalliga Nord: - 1. FC Magdeburg - Hamburger SV II - SV Babelsberg 03 - Energie Cottbus II - VfB Lübeck - VfL Wolfsburgo II | From the Oberliga Nord: - Holstein Kiel - SV Wilhelmshaven - FC Altona 93 - Hannover 96 II - FC Oberneuland (como ganador de la eliminatoria) |

| De la NOFV-Oberliga Nord: - Hertha BSCII - FC Hansa Rostock II - Türkiyemspor Berlin | De la NOFV-Oberliga Süd: - Chemnitzer FC - Hallescher FC - VFC Plauen - FC Sachsen Leipzig (como ganador del play-off) |

### Reforma en el 2012

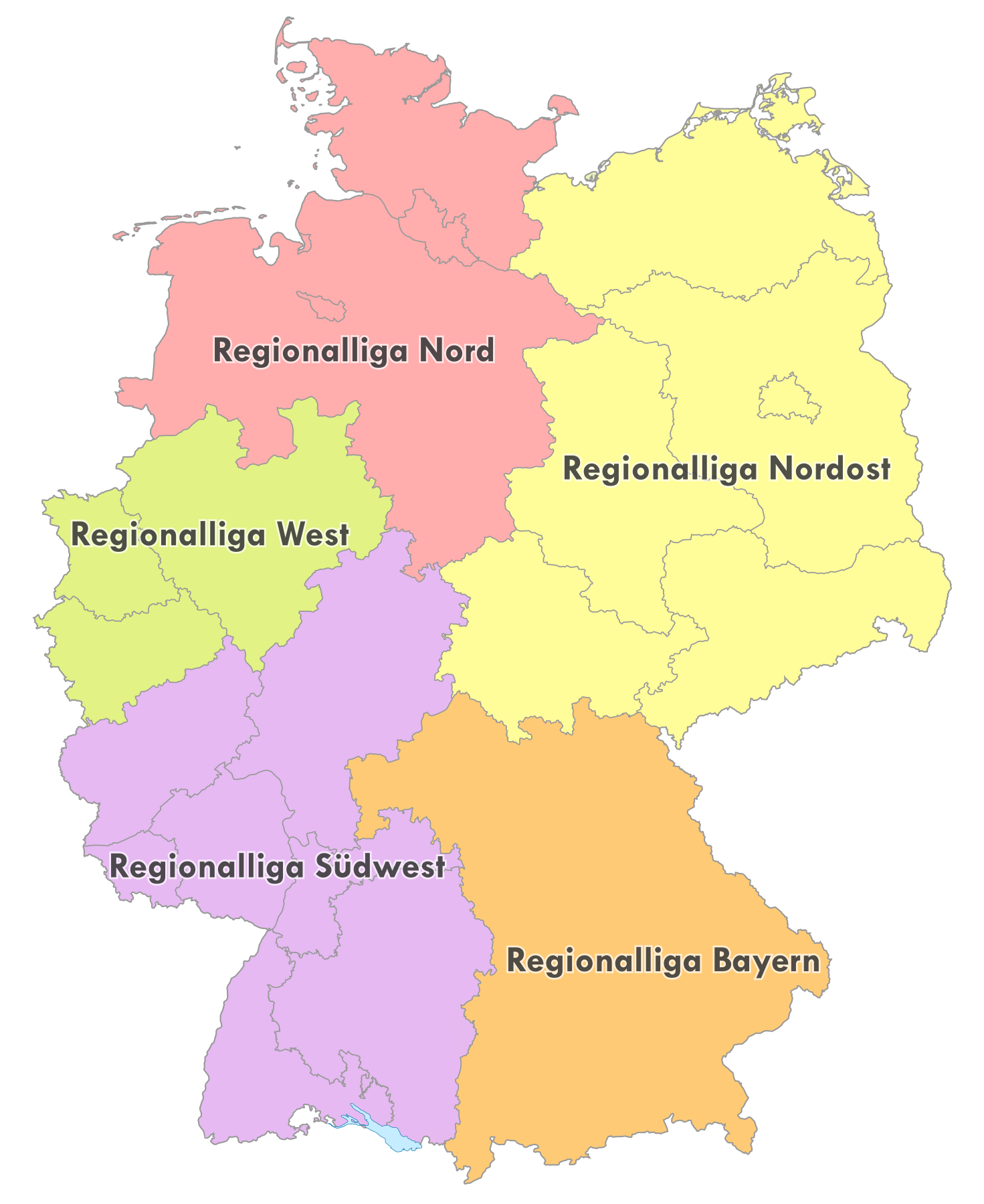
La nueva división de la Fußball-Regionalliga desde 2012.

En octubre del 2010 se decidió una nueva reforma, expandíendolas de 3 a 5, con los equipos de noroeste dejando la Regionalliga Nord y pasándose a la nueva Regionalliga Nordost para la temporada 2012/13, y que el límite de equipos reserva fuese de 7.

## Campeones y subcampeones
| Temporada | Campeón                | Subcampeón             |
| --------- | ---------------------- | ---------------------- |
| 1994–95   | VfB Lübeck             | VfL Osnabrück          |
| 1995–96   | VfB Oldenburg          | Eintracht Braunschweig |
| 1996–97   | Hannover 96            | Eintracht Braunschweig |
| 1997–98   | Hannover 96            | Eintracht Braunschweig |
| 1998–99   | VfL Osnabrück          | VfB Lübeck             |
| 1999–2000 | VfL Osnabrück          | VfB Lübeck             |
| 2000–01   | 1. FC Union Berlin     | SV Babelsberg 03       |
| 2001–02   | VfB Lübeck             | Eintracht Braunschweig |
| 2002–03   | Erzgebirge Aue         | VfL Osnabrück          |
| 2003–04   | Rot-Weiss Essen        | Dinamo Dresde          |
| 2004–05   | Eintracht Braunschweig | SC Paderborn 07        |
| 2005–06   | Rot-Weiss Essen        | FC Carl Zeiss Jena     |
| 2006–07   | FC St. Pauli           | VfL Osnabrück          |
| 2007–08   | Rot-Weiß Ahlen         | Rot-Weiß Oberhausen    |
| 2008–09   | Holstein Kiel          | Hallescher FC          |
| 2009–10   | SV Babelsberg 03       | VfL Wolfsburgo II      |
| 2010–11   | Chemnitzer FC          | VfL Wolfsburgo II      |
| 2011–12   | Hallescher FC          | Holstein Kiel          |
| 2012–13   | Holstein Kiel          | TSV Havelse            |
| 2013–14   | VfL Wolfsburgo II      | SV Werder Bremen II    |
| 2014–15   | SV Werder Bremen II    | VfL Wolfsburgo II      |
| 2015–16   | VfL Wolfsburgo II      | VfB Oldenburg          |
| 2016–17   | SV Meppen              | ETSV Weiche Flensburg  |
| 2017–18   | ETSV Weiche Flensburg  | Hamburger SV II        |
| 2018–19   | VfL Wolfsburg II       | VfB Lübeck             |
| 2019–20   | VfB Lübeck             | VfL Wolfsburg II       |
| 2020-21   | ETSV Weiche Flensburg  | ‘TSV Havelse’          |
| 2021-22   | Holstein Kiel II       | 'VfB Oldenburg'        |
| 2022-23   | ‘VfB Lübeck’           | Hamburger SV II        |
| 2023-24   | ‘Hannover 96 II’       | SV Meppen              |

Fuente:
- Los ascendidos aparecen en Negrita.

## Estadísticas
| Temporada | Total de Espectadores | Por Juego | Club Más Apoyado       | Espectadores /Por Juego | Goleador                                            | Goles |
| --------- | --------------------- | --------- | ---------------------- | ----------------------- | --------------------------------------------------- | ----- |
| 1994–95   | 492,629               | 1,610     | Eintracht Braunschweig | 4,351                   | Christian Classen (SVW)                             | 26    |
| 1995–96   | 438,798               | 1,434     | Eintracht Braunschweig | 4,854                   | Hakan Cengiz (AD)                                   | 21    |
| 1996–97   | 587,484               | 1,920     | Hannover 96            | 9,789                   | Hakan Cengiz (VfLH)                                 | 28    |
| 1997–98   | 680,620               | 2,224     | Eintracht Braunschweig | 9,181                   | Markus Erdmann (AH)                                 | 34    |
| 1998–99   | 642,357               | 2,099     | Eintracht Braunschweig | 7,456                   | Daniel Bärwolf (VfB)                                | 26    |
| 1999–2000 | 710,524               | 2,322     | VfL Osnabrück          | 9,347                   | Daniel Bärwolf (VfB) Marinus Bester (LSK)           | 25    |
| 2000–01   | 1,108,917             | 3,242     | Eintracht Braunschweig | 9,993                   | Daniel Teixeira (1. FCU)                            | 32    |
| 2001–02   | 1,152,064             | 3,764     | Eintracht Braunschweig | 11,921                  | Veselin Gerov (SCP) Daniel Teixeira (EB)            | 19    |
| 2002–03   | 936,297               | 3,060     | Rot-Weiss Essen        | 9,482                   | Dimitrijus Guscinas (HK)                            | 23    |
| 2003–04   | 1,472,089             | 4,811     | FC St. Pauli           | 17,335                  | Markus Feldhoff (KFC)                               | 22    |
| 2004–05   | 1,547,950             | 4,526     | FC St. Pauli           | 16,144                  | Ahmet Kuru (EB)                                     | 24    |
| 2005–06   | 1,577,563             | 4,613     | FC St. Pauli           | 17,296                  | Thomas Reichenberger (VfL)                          | 17    |
| 2006–07   | 1,823,720             | 5,333     | FC St. Pauli           | 16,775                  | Thomas Reichenberger (VfL) Massimo Cannizzaro (HSV) | 17    |
| 2007–08   | 1,863,662             | 5,449     | Eintracht Braunschweig | 14,889                  | Mahir Saglik(WSV)                                   | 27    |
| 2008–09   | 529,200               | 1,729     | 1. FC Magdeburg        | 8,626                   | Wojciech Pollok (SVW)                               | 22    |
| 2009–10   | 373,460               | 1,220     | 1. FC Magdeburg        | 5,491                   | Daniel Frahn (SVB)                                  | 29    |
| 2010–11   | 447,721               | 1,463     | 1. FC Magdeburg        | 4,586                   | Benjamin Förster (CFC)                              | 25    |
| 2011–12   | 530,449               | 1,733     | RB Leipzig             | 7,401                   | Daniel Frahn (RBL)                                  | 26    |
| 2012–13   | 234,898               | 816       | Holstein Kiel          | 3,628                   | Rogier Krohne (BVC)                                 | 24    |

| Récord de Liga |

## Posiciones en la Regionalliga Nord

### Formato actual
Posición de equipos de regiones que actualmente integran la Regionalliga Nord:
| Hannover 96                 | 2B | 2B | 1  | 1   | 2B | 2B | 2B  | 2B | B  | B  | B  | B  | B  | B  | B  | B  | B  | B  | B   | B  | B  | B  | 2B | B  | B  | 2B | 2B | 2B |   |   |   |
| Eintracht Brunswick         | 6  | 2  | 2  | 2   | 3  | 3  | 8   | 2  | 2B | 6  | 1  | 2B | 2B | 10 | 3L | 3L | 3L | 2B | 2B  | B  | 2B | 2B | 2B | 2B | 3L | 3L | 2B | 3L |   |   |   |
| FC St. Pauli                | 2B | B  | B  | 2B  | 2B | 2B | 2B  | B  | 2B | 8  | 7  | 6  | 1  | 2B | 2B | 2B | B  | 2B | 2B  | 2B | 2B | 2B | 2B | 2B | 2B | 2B | 2B | 2B |   |   |   |
| VfL Osnabrück               | 2  | 5  | 4  | 3   | 1  | 1  | 2B  | 7  | 2  | 2B | 4  | 10 | 2  | 2B | 2B | 3L | 2B | 3L | 3L  | 3L | 3L | 3L | 3L | 3L | 3L | 2B | 2B | 3L |   |   |   |
| Holstein Kiel               | 11 | 18 | x  | x   | 14 | 8  | x   | 13 | 13 | 12 | 9  | 4  | 15 | x  | 1  | 3L | 6  | 2  | 1   | 3L | 3L | 3L | 3L | 2B | 2B | 2B | 2B | 2B |   |   |   |
| TSV Havelse                 | x  | x  | x  | x   | x  | x  | x   | x  | x  | x  | x  | x  | x  | x  | x  | x  | 15 | 5  | 2   | 7  | 4  | 6  | 6  | 11 | 11 | 9  | 3  | 3L |   |   |   |
| VfL Wolfsburgo II           | x  | x  | x  | x   | x  | x  | x   | x  | x  | x  | 17 | x  | x  | 19 | 5  | 2  | 2  | 4  | 3   | 1  | 2  | 1  | 3  | 3  | 1  | 2  | 17 | x  |   |   |   |
| Hannover 96 II              | x  | x  | x  | x   | x  | x  | x   | x  | x  | x  | x  | x  | x  | x  | 6  | 8  | 9  | 6  | 4   | 11 | 14 | 12 | 11 | 8  | 6  | 12 | 13 |    |   |   |   |
| SV Werder Bremen II         | 7  | 15 | 3  | 4   | 4  | 5  | 15  | 10 | 6  | 5  | 14 | 12 | 8  | 5  | 3L | 3L | 3L | 3L | 5   | 2  | 1  | 3L | 3L | 3L | 3  | 6  | 2  |    |   |   |   |
| VfR Neumünster              | x  | x  | x  | x   | x  | x  | x   | x  | x  | 18 | x  | x  | x  | x  | x  | x  | x  | x  | 6   | 15 | 17 | x  | x  | x  | x  | x  | x  | x  |   |   |   |
| ETSV Weiche Flensburg       | x  | x  | x  | x   | x  | x  | x   | x  | x  | x  | x  | x  | x  | x  | x  | x  | x  | x  | 7   | 6  | 5  | 3  | 2  | 1  | 4  | 3  | 1  |    |   |   |   |
| Goslarer SC                 | x  | x  | x  | x   | x  | x  | x   | x  | x  | x  | x  | x  | x  | x  | x  | 18 | x  | x  | 8   | 5  | 15 | 16 | x  | x  | x  | x  | x  | x  |   |   |   |
| BSV Schwarz-Weiß Rehden     | x  | x  | x  | x   | x  | x  | x   | x  | x  | x  | x  | x  | x  | x  | x  | x  | x  | x  | 9   | 8  | 11 | 8  | 16 | 15 | 8  | 10 | 4  |    |   |   |   |
| VfB Oldenburg               | 5  | 1  | 2B | 5   | 9  | 18 | x   | x  | x  | x  | x  | x  | x  | x  | x  | x  | x  | x  | 10  | 3  | 10 | 2  | 8  | 13 | 9  | 8  | 6  |    |   |   |   |
| SV Meppen                   | 2B | 2B | 2B | 2B  | 11 | 11 | x   | x  | x  | x  | x  | x  | x  | x  | x  | x  | x  | 12 | 11  | 4  | 8  | 5  | 1  | 3L | 3L | 3L | 3L | 3L |   |   |   |
| BV Cloppenburg              | x  | 17 | x  | 10  | 7  | x  | x   | x  | x  | x  | x  | x  | x  | x  | RL | x  | x  | x  | 12  | 12 | 16 | 17 | x  | x  | x  | x  | x  | x  |   |   |   |
| FC St. Pauli II             | x  | 7  | 16 | x   | x  | 15 | x   | x  | x  | x  | x  | x  | x  | x  | x  | 17 | x  | 17 | 13  | 9  | 9  | 15 | 14 | 6  | 14 | 13 | 10 |    |   |   |   |
| Hamburger SV II             | 14 | 6  | 5  | 14  | 15 | 16 | x   | x  | 14 | 9  | 6  | 13 | 6  | 17 | 13 | 5  | 8  | 8  | 14  | 14 | 3  | 14 | 5  | 2  | 7  | 14 | 11 |    |   |   |   |
| SC Victoria Hamburg         | x  | x  | x  | x   | x  | x  | x   | x  | x  | x  | x  | x  | x  | x  | x  | x  | x  | x  | 15  | 18 | x  | x  | x  | x  | x  | x  | x  | x  |   |   |   |
| SV Wilhelmshaven            | 9  | 10 | 13 | 9   | 7  | 4  | 10b | x  | x  | x  | x  | x  | 19 | x  | 11 | 14 | 13 | 13 | 16  | 16 | x  | x  | x  | x  | x  | x  | x  | x  |   |   |   |
| Eintracht Braunschweig II   | x  | x  | x  | x   | x  | x  | x   | x  | x  | x  | x  | x  | x  | x  | x  | x  | 16 | x  | x   | 13 | 13 | 9  | 12 | 14 | x  | x  | x  | x  |   |   |   |
| FC Eintracht Norderstedt 03 | x  | x  | x  | x   | x  | x  | x   | x  | x  | x  | x  | x  | x  | x  | x  | x  | x  | x  | x   | 10 | 6  | 11 | 7  | 9  | 13 | 5  | 5  |    |   |   |   |
| SV Eichede                  | x  | x  | x  | x   | x  | x  | x   | x  | x  | x  | x  | x  | x  | x  | x  | x  | x  | x  | x   | 17 | x  | x  | 18 | x  | x  | x  | x  | x  |   |   |   |
| FC Oberneuland              | x  | x  | x  | x   | x  | x  | x   | x  | x  | x  | x  | x  | x  | x  | 9  | 16 | 17 | x  | 17i | x  | x  | x  | x  | x  | x  | x  | 16 |    |   |   |   |
| VfB Lübeck                  | 1  | 2B | 2B | 7   | 2  | 2  | 3   | 1  | 2B | 2B | 3  | 3  | 9  | 16 | 8  | 9  | 3  | 11 | 18i | x  | 7  | 7  | 4  | 4  | 2  | 1  | 3L |    |   |   |   |
| BSV Kickers Emden           | 4  | 4  | 9  | 8   | 16 | x  | x   | x  | x  | x  | x  | 9  | 4  | 9  | 3L | x  | x  | x  | x   | x  | x  | x  | x  | x  | x  | x  | x  | x  |   |   |   |
| Altona 93                   | x  | x  | 15 | x   | x  | x  | x   | x  | x  | x  | x  | x  | x  | x  | 16 | x  | x  | x  | x   | x  | x  | x  | x  | 18 | x  | 16 | 21 |    |   |   |   |
| Lüneburger SK               | 8  | 8  | 17 | x   | 6  | 6  | 17  | x  | x  | x  | x  | x  | x  | x  | x  | x  | x  | x  | x   | x  | 12 | 13 | 13 | 10 | 15 | 11 | 14 |    |   |   |   |
| SC Göttingen 05             | 16 | x  | 10 | 18  | x  | 9  | x   | x  | x  | x  | x  | x  | x  | x  | x  | x  | x  | x  | x   | x  | x  | x  | x  | x  | x  | x  | x  | x  |   |   |   |
| SV Arminia Hannover         | x  | x  | x  | 6   | 13 | 10 | x   | x  | x  | x  | x  | x  | x  | x  | x  | x  | x  | x  | x   | x  | x  | x  | x  | x  | x  | x  | x  | x  |   |   |   |
| 1. SC Norderstedt           | x  | 13 | 7  | 16  | 12 | 12 | x   | x  | x  | x  | x  | x  | x  | x  | x  | x  | x  | x  | x   | x  | x  | x  | x  | x  | x  | x  | x  | x  |   |   |   |
| Eintracht Nordhorn          | x  | x  | x  | 10  | 5  | 13 | x   | x  | x  | x  | x  | x  | x  | x  | x  | x  | x  | x  | x   | x  | x  | x  | x  | x  | x  | x  | x  | x  |   |   |   |
| TuS Celle FC                | 13 | 3  | 6  | 12  | 6  | 14 | x   | x  | x  | x  | x  | x  | x  | x  | x  | x  | x  | x  | x   | x  | x  | x  | x  | x  | x  | x  | x  | x  |   |   |   |
| FC Bremerhaven              | 17 | x  | x  | x   | x  | 17 | x   | x  | x  | x  | x  | x  | x  | x  | x  | x  | x  | x  | x   | x  | x  | x  | x  | x  | x  | x  | x  | x  |   |   |   |
| VfL Herzlake                | 3  | 9  | 8  | 15  | 17 | x  | x   | x  | x  | x  | x  | x  | x  | x  | x  | x  | x  | x  | x   | x  | x  | x  | x  | x  | x  | x  | x  | x  |   |   |   |
| Sportfreunde Ricklingen     | x  | x  | 11 | 13  | 18 | x  | x   | x  | x  | x  | x  | x  | x  | x  | x  | x  | x  | x  | x   | x  | x  | x  | x  | x  | x  | x  | x  | x  |   |   |   |
| VfL Hamburg 93              | 12 | 16 | x  | 11f | x  | x  | x   | x  | x  | x  | x  | x  | x  | x  | x  | x  | x  | x  | x   | x  | x  | x  | x  | x  | x  | x  | x  | x  |   |   |   |
| Atlas Delmenhorst           | x  | 14 | 12 | 17  | x  | x  | x   | x  | x  | x  | x  | x  | x  | x  | x  | x  | x  | x  | x   | x  | x  | x  | x  | x  | x  | x  | 22 |    |   |   |   |
| Concordia Hamburg           | 15 | 12 | 14 | x   | x  | x  | x   | x  | x  | x  | x  | x  | x  | x  | x  | x  | x  | x  | x   | x  | x  | x  | x  | x  | x  | x  | x  | x  |   |   |   |
| SV Lurup                    | 10 | 11 | 18 | x   | x  | x  | x   | x  | x  | x  | x  | x  | x  | x  | x  | x  | x  | x  | x   | x  | x  | x  | x  | x  | x  | x  | x  | x  |   |   |   |
| TuS Hoisdorf                | 18 | x  | x  | x   | x  | x  | x   | x  | x  | x  | x  | x  | x  | x  | x  | x  | x  | x  | x   | x  | x  | x  | x  | x  | x  | x  | x  | x  |   |   |   |
| FT Braunschweig             | x  | x  | x  | x   | x  | x  | x   | x  | x  | x  | x  | x  | x  | x  | x  | x  | x  | x  | x   | x  | 18 | x  | x  | x  | x  | x  | x  | x  |   |   |   |
| SV Drochtersen/Assel        | x  | x  | x  | x   | x  | x  | x   | x  | x  | x  | x  | x  | x  | x  | x  | x  | x  | x  | x   | x  | x  | 4  | 9  | 12 | 5  | 4  | 7  |    |   |   |   |
| Borussia 06 Hildesheim      | x  | x  | x  | x   | x  | x  | x   | x  | x  | x  | x  | x  | x  | x  | x  | x  | x  | x  | x   | x  | x  | 10 | 15 | 16 | x  | x  | 15 |    |   |   |   |
| TSV Schilksee               | x  | x  | x  | x   | x  | x  | x   | x  | x  | x  | x  | x  | x  | x  | x  | x  | x  | x  | x   | x  | x  | 18 | x  | x  | x  | x  | x  | x  |   |   |   |
| Germania Egestorf/Langreder | x  | x  | x  | x   | x  | x  | x   | x  | x  | x  | x  | x  | x  | x  | x  | x  | x  | x  | x   | x  | x  | x  | 10 | 5  | 16 | x  | x  | x  | x |   |   |
| Lupo Martini Wolfsburgo     | x  | x  | x  | x   | x  | x  | x   | x  | x  | x  | x  | x  | x  | x  | x  | x  | x  | x  | x   | x  | x  | x  | 17 | x  | 18 | x  | x  | x  |   |   |   |
| SSV Jeddeloh                | x  | x  | x  | x   | x  | x  | x   | x  | x  | x  | x  | x  | x  | x  | x  | x  | x  | x  | x   | x  | x  | x  | x  | 7  | 12 | 15 | 12 |    |   |   |   |
| Eutin 08                    | x  | x  | x  | x   | x  | x  | x   | x  | x  | x  | x  | x  | x  | x  | x  | x  | x  | x  | x   | x  | x  | x  | x  | 18 | x  | x  | x  | x  | x | x | x |
| Heider SV                   | x  | x  | x  | x   | x  | x  | x   | x  | x  | x  | x  | x  | x  | x  | x  | x  | x  | x  | x   | x  | x  | x  | x  | x  | x  | 17 | 20 |    |   |   |   |
| Hannoverscher SC            | x  | x  | x  | x   | x  | x  | x   | x  | x  | x  | x  | x  | x  | x  | x  | x  | x  | x  | x   | x  | x  | x  | x  | x  | x  | 18 | 19 |    |   |   |   |
| 1. FC Phönix Lübeck         | x  | x  | x  | x   | x  | x  | x   | x  | x  | x  | x  | x  | x  | x  | x  | x  | x  | x  | x   | x  | x  | x  | x  | x  | x  | x  | 8  |    |   |   |   |
| FC Teutonia Ottensen        | x  | x  | x  | x   | x  | x  | x   | x  | x  | x  | x  | x  | x  | x  | x  | x  | x  | x  | x   | x  | x  | x  | x  | x  | x  | x  | 9  |    |   |   |   |

### Formato anterior
Posiciones de equipos de regiones que antes formaban parte de la Regionalliga Nord:
| Club                          | 95 | 96 | 97 | 98 | 99 | 00 | 01  | 02  | 03 | 04 | 05  | 06 | 07 | 08 | 09  | 10    | 11 | 12 | 13 | 14 |
| ----------------------------- | -- | -- | -- | -- | -- | -- | --- | --- | -- | -- | --- | -- | -- | -- | --- | ----- | -- | -- | -- | -- |
| Fortuna Düsseldorf †          | 2B | B  | B  | 2B | 2B | RL | 16  | 17  |    |    | 8   | 5  | 10 | 3  | 3L  | 2B    | 2B | 2B | B  | 2B |
| SC Paderborn 07 †             | RL | RL | RL | RL | RL | RL |     | 14  | 8  | 3  | 2   | 2B | 2B | 2B | 3L  | 2B    | 2B | 2B | 2B | 2B |
| 1. FC Union Berlin ‡          | RL | RL | RL | RL | RL | RL | 1   | 2B  | 2B | 2B | 19  |    | 12 | 4  | 3L  | 2B    | 2B | 2B | 2B | 2B |
| Erzgebirge Aue ‡              | RL | RL | RL | RL | RL | RL | 7   | 9   | 1  | 2B | 2B  | 2B | 2B | 2B | 3L  | 3L    | 2B | 2B | 2B | 2B |
| Dinamo Dresde ‡               | B  | RL | RL | RL | RL | RL |     |     | 7  | 2  | 2B  | 2B | 7  | 8  | 3L  | 3L    | 3L | 2B | 2B | 2B |
| Rot-Weiß Erfurt ‡             | RL | RL | RL | RL | RL | RL | RL  | RL  | RL | RL | 2B  | 14 | 11 | 7  | 3L  | 3L    | 3L | 3L | 3L | 3L |
| Chemnitzer FC ‡               | 2B | 2B | RL | RL | RL | 2B | 2B  | 6   | 11 | 11 | 15  | 19 |    |    | 7   | 3     | 1  | 3L | 3L | 3L |
| Preußen Münster †             | RL | RL | RL | RL | RL | RL | 5   | 15  | 12 | 13 | 11  | 15 |    |    | RL  | RL    | RL | 3L | 3L | 3L |
| Borussia Dortmund II †        |    |    |    |    | RL | RL | 18  |     | 5  | 10 | 16  |    | 14 | 13 | RL  | 3L    | RL | RL | 3L | 3L |
| Hallescher FC ‡               |    |    |    |    |    |    |     |     |    |    |     |    |    |    | 2   | 4     | 5  | 1  | 3L | 3L |
| RB Leipzig ‡                  |    |    |    |    |    |    |     |     |    |    |     |    |    |    |     |       | 4  | 3  | RL | 3L |
| SV Babelsberg 03 ‡            |    |    |    | RL | RL | RL | 2   | 2B  | 16 |    |     |    |    | 15 | 3   | 1     | 3L | 3L | 3L | RL |
| FC Carl Zeiss Jena ‡          | RL | 2B | 2B | 2B | RL | RL | RL  |     |    |    |     | 2  | 2B | 2B | 3L  | 3L    | 3L | 3L | RL | RL |
| Rot-Weiß Oberhausen †         |    | RL | RL | RL | 2B | 2B | 2B  | 2B  | 2B | 2B | 2B  | 17 |    | 2  | 2B  | 2B    | 2B | 3L | RL | RL |
| Berliner AK 07 ‡              |    |    |    |    |    |    |     |     |    |    |     |    |    |    |     |       |    | 7  | RL | RL |
| ZFC Meuselwitz ‡              |    |    |    |    |    |    |     |     |    |    |     |    |    |    |     | 10    | 11 | 9  | RL | RL |
| VFC Plauen ‡                  |    |    |    |    |    |    |     |     |    |    |     |    |    |    | 14  | 7     | 14 | 10 | RL | RL |
| Hertha BSC II ‡               | RL | RL |    |    |    | RL |     |     |    |    | 13  | 7  | 18 | 13 | 12  | 11    | 7  | 14 | RL | RL |
| Germania Halberstadt ‡        |    |    |    |    |    |    |     |     |    |    |     |    |    |    |     |       |    | 16 | RL | RL |
| 1. FC Magdeburg ‡             |    |    |    | RL | RL | RL |     | 12a |    |    |     |    | 3  | 11 | 4   | 6     | 12 | 18 | RL | RL |
| SC Verl †                     | RL | RL | RL | RL | RL | RL | 6   | 11  | 15 |    |     |    |    | 18 | RL  | RL    | RL | RL | RL | RL |
| Borussia Mönchengladbach II † |    |    |    |    |    |    |     |     |    |    |     |    | 16 |    | RL  | RL    | RL | RL | RL | RL |
| Bayer Leverkusen II †         |    |    |    |    | RL | RL |     | 8   | 17 |    |     | 11 | 17 |    | RL  | RL    | RL | RL | RL | RL |
| FC Schalke 04 II †            |    |    |    |    |    |    |     |     |    | 16 |     |    |    |    | RL  | RL    | RL | RL | RL | RL |
| Rot-Weiß Essen †              | RL | RL | 2B | RL |    | RL | 13  | 3   | 3  | 1  | 2B  | 1  | 2B | 12 | RL  | RL    |    | RL | RL | RL |
| KFC Uerdingen 05 †            | B  | B  | 2B | 2B | 2B | RL | 12  | 5   | 10 | 7  | 10e |    |    |    |     |       |    |    |    | RL |
| Fortuna Köln †                | 2B | 2B | 2B | 2B | 2B | 2B | 4   | 18  |    |    |     |    |    |    |     |       |    | RL | RL | RL |
| Energie Cottbus II ‡          |    |    |    |    |    |    |     |     |    |    |     |    |    | 14 | 18  |       | 10 | 15 | RL |    |
| Wuppertaler SV †              | RL | RL | RL | RL | RL |    |     |     |    | 4  | 5   | 8  | 5  | 6  | 3L  | 3L    | RL | RL | RL |    |
| 1. FC Köln II †               |    |    |    |    |    |    |     |     | 9  | 14 | 12  | 18 |    |    | RL  | RL    | RL | RL | RL |    |
| Türkiyemspor Berlin ‡         |    |    |    |    |    |    |     |     |    |    |     |    |    |    | 15c | 13    | 18 |    |    |    |
| Rot-Weiß Ahlen †              |    |    | RL | RL | RL | RL | 2B  | 2B  | 2B | 2B | 2B  | 2B | 13 | 1  | 2B  | 2B    | 3L |    |    |    |
| Arminia Bielefeld II †        |    |    |    |    |    |    |     |     |    |    | 18  |    |    |    |     |       | RL |    |    |    |
| Hansa Rostock II ‡            |    |    |    |    |    |    |     |     |    |    |     |    |    |    | 10  | 12h   |    |    |    |    |
| Tennis Borussia Berlin ‡      | RL | RL | RL | RL | 2B | 2B | 19  |     |    |    |     |    |    |    |     | 15.ªg |    |    |    |    |
| FC Sachsen Leipzig ‡          | RL | RL | RL | RL | RL | RL | 14d |     |    | 17 |     |    |    |    | 17  |       |    |    |    |    |
| SG Wattenscheid 09 †          | 2B | 2B | RL | 2B | 2B | RL | 11  | 4   | 4  | 15 |     | 16 |    |    |     |       |    |    |    |    |
| Dresdner SC ‡                 |    |    |    |    | RL | RL | 9   | 16  | 18 |    |     |    |    |    |     |       |    |    |    |    |

Fuente:«Regionalliga Nord». Das deutsche Fussball-Archiv. Consultado el 11 de diciembre de 2007.

### Simbología
| Símbolo | Significado                                                                        |
| ------- | ---------------------------------------------------------------------------------- |
| B       | Bundesliga                                                                         |
| 2B      | 2. Bundesliga                                                                      |
| 3L      | 3. Liga                                                                            |
| 1       | Campeón de Liga                                                                    |
| Lugar   | Liga                                                                               |
| x       | Juugó en un nivel menor                                                            |
| RL      | Jugó en otra Regionalliga                                                          |
| †       | Procede del Norte de Rhine-Westphalia, quien ya no juega en la liga desde el 2008. |
| ‡       | Es de la Región del Noroeste, quien ya no forma parte de la liga desde 2012.       |